# إليوشن إل-6
إليوشن إل-6 (بالإنجليزية: Ilyushin Il-6) هي قاذفة قنابل من صناعة إليوشن. كان أول طيران لها في 7 أغسطس 1943.
كانت إليوشن إيل-6 ( بالروسية : Ильюшин Ил-6 ) قاذفة سوفيتية بعيدة المدى تم تطويرها من إليوشن إيل-4 خلال عام 1942. كانت مخصصة في الأصل كبديل عالي السرعة لـ إيل-4، وتم إعادة صياغتها كقاذفة بعيدة المدى للغاية بمحركات ديزل موفرة للوقود قبل بدء إنتاج النموذج الأولي الوحيد في ديسمبر 1942. أظهرت اختبارات الطيران مشكلات في التحكم عند الهبوط بأوزان عالية وأثبتت المحركات صعوبة بدء التشغيل في درجات الحرارة المنخفضة وكانت بطيئة في الاستجابة لحركات الخانق. تم إلغاء المزيد من التطوير في عام 1944.